# Bernard C. Webber
Bernard Challen Webber (9 tháng 5 năm 1928 – 24 tháng 1 năm 2009) là một nhân viên cứu hộ bờ biển người Mỹ. Ông là một hạ sĩ quan cho Trạm Chatham, bang Massachusetts và nhiệm vụ của ông là lái tàu Xuồng cứu sinh CG 36500. Webber và ba thuyền viên của ông đã giải cứu các thuyền viên của tàu chở dầu bị gặp nạn SS Pendleton, vốn đã bị vỡ làm đôi trong một cơn bão khủng khiếp ngày 18 tháng 2 năm 1952 ở vịnh Cape Cod. Webber đã lái chiếc xuồng cứu sinh dài 36 bộ Anh tới cứu 32 người trong tổng số 33 người bị mắc kẹt ở phần đuôi của tàu Pendleton và bỏ xác của con tàu Pendleton ở lại.

## Đời tư
Webber sinh tại Milton, Massachusetts, là con trai của Anne (Knight) và Reverend A. Bernard Webber. Ông kết hôn với Miriam Penttinen. Webber qua đời ngày 24 tháng 1 năm 2009, Miriam qua đời ngày 14 tháng 5 năm 2011.